# Luigi Visintin
Luigi Visintin, italijanski geograf, * 28. januar 1892 Bračan pri Krminu, Avstro-Ogrska, † 21. februar 1958, Novara, Italija

## Življenje in delo
Rodil se je v Bračanu v družini mizarja Bartolomea in gospodinje Benvenute Visintin rojene Culvan. Po končani gimnaziji leta 1912 v Gorici je na Univerzi na Dunaju študiral zemljepis in zgodovino. Ob začetku 1. svetovne vojne je bil mobiliziran. Boril se je na ruski
fronti, kjer je bil ujet. Po vrnitvi domov je nadaljeval študij ter leta 1919 diplomiral na Univerzi v Torinu. Po diplomi se je zaposlil kot kartograf v Instituto Geografico De Agostini v Novari. Leta 1920 je postal znanstveni ravnatelj inštituta, to dolžnost je opravljal do smrti.
Visintin ima velike zasluge, ki jih je inštitut opravil pri izdaji različnih zemljepisnih atlasov (Grande Atlante Geografico, Calendario Atlante), ki so izhajali v različnih izdajah. Njegovi šolski atlasi Zgodovinski atlas za srednje in njim sorodne šole (Novara 1941), Zemljepisni atlas za ljudske šole (Novara 1941), Zemljepisni atlas za srednje in njim sorodne šole (Novara 1941) so izšli tudi slovenščini. Vse slovenske izdaje je Visintin pripravil v italijanščini, pri prevodih pa so sodelovali Valter Bohinec, Maks Miklavčič, Roman Savnik in drugi. Visintin je izdelal tudi zemljevid Julijske krajine, katerega je italijanska stran uporabljala na pariški mirovni konferenci.